# Доня-Лупляница
Доня-Лупляница (серб. Доња Лупљаница) — населенный пункт (деревня) в общине Дервента, который принадлежит энтитету Республике Сербской, Босния и Герцеговина. По результатам югославской переписи населения 1991 года в Доня-Луплянице проживало 1271 человек.

## География
Расстояние до общинного центра — Дервенты — составляет около 7 километров. Площадь деревни — 18 км².

## Культура
В Доня Луплянице стоит Храм Сербской Православной Церкви в честь Св. Василия Острожского.

## Достопримечательности
В деревне есть памятник-мемориал. Памятник был воздвигнут в память о 32 убитых солдатах армии Республики Сербской. Он расположен перед церковью святого Василия Острожского.

## История
Австро-венгерские власти в конце девятнадцатого века поселили в деревне жителей Галиции и немного чехов и поляков. Во время Второй мировой войны большая часть переселенцев эмигрировала в Польшу.

## Образование
Есть начальная школа «Тодор Докич», построена в 1923 году.

## Экономика
Население занято в основном в сельском хозяйстве и животноводстве.

## Население
В населении деревни преобладают сербы. На 2012 год данные взяты отсюда (см. ссылку).
| 1961                           | 1971 | 1981 | 1991 | 2012 | - | - |
| ------------------------------ | ---- | ---- | ---- | ---- | - | - |
| 1523                           | 1366 | 1405 | 1271 | 920  | - | - |
| Гистограмма динамики населения |      |      |      |      |   |   |

### Национальный состав
1991 год:
- сербы — 1187 человек (93,39 %);
- хорваты — 60 человек (4,72 %);
- югославы — 20 человек (1,57 %);
- мусульмане — 2 человека (0,15 %);
- другие — 2 человека (0,15 %).